# Horror (film)
Horror è un film horror del 1963 diretto da Alberto De Martino; è ispirato ai racconti La caduta della casa degli Usher, Quattro chiacchiere con una mummia e Una storia delle Ragged Mountains di Edgar Allan Poe.

## Trama
In un tetro maniero scozzese vivono i Blackford, una strana nobile famiglia. La giovane Emily è vittima di un misterioso assassino. Verranno in difesa la sua amica Alice e il fratello John.

## Produzione
Fonti spagnole accreditano il contributo alla sceneggiatura di Natividad Zaro. Come per molte co-produzioni europee dell'epoca, ciò è stato fatto per motivi fiscali. Il materiale di promozione italiano ha sponsorizzato il film come un prodotto basato su un racconto di Edgar Allan Poe, tuttavia la pellicola prende solo in prestito alcuni elementi da La caduta della casa degli Usher, Una storia delle Ragged Mountains e Quattro chiacchiere con una mummia. La sceneggiatura è più vicina ai film di Roger Corman basati sui racconti di Poe che agli horror gotici italiani dell'epoca. Il regista Alberto De Martino si sentiva maggiormente ispirato da Alfred Hitchcock.
Il film è stato girato nel monastero di Santa Maria La Real de Valdeiglesias in Spagna e presso gli studi di Cinecittà a Roma.

## Distribuzione
Horror è stato distribuito nei cinema italiani dalla Titanus il 6 giugno 1963. Il film ha incassato un totale di 87 milioni di lire a livello nazionale.
La pellicola è stata distribuita col titolo The Blancheville Monster negli Stati Uniti, dove è entrata nel pubblico dominio.

## Accoglienza
Lo stesso regista lo ha definito "un piccolo film senza importanza" dove l'unica cosa che trovava memorabile era la maschera scolpita da suo padre utilizzata nella pellicola. Lo storico di cinema Roberto Curti ha affermato che il film "non ha molto da offrire" al di fuori della regia competente di De Martino e la fotografia di Alejandro Ulloa. Curti ha anche sottolineato i cliché della trama e la recitazione mediocre.